# Aleurotrachelus elatostemae
Aleurotrachelus elatostemae là một loài côn trùng cánh nửa trong họ Aleyrodidae, phân họ Aleyrodinae.
Aleurotrachelus elatostemae được Takahashi miêu tả khoa học đầu tiên năm 1932.